# Behold a Pale Horse
Behold a Pale Horse és una pel·lícula dirigida per Fred Zinnemann el 1964, basada en la novel·la Killing a Mouse on Sunday d'Emeric Pressburger. La pel·lícula narra de forma fictícia els últims anys de vida de Francesc Sabaté Llopart, maqui llibertari català. És la història d'aquest maqui català exiliat a França (Gregory Peck) després de la Guerra Civil Espanyola, que torna a Espanya per visitar a la seva mare i que, malgrat els anys transcorreguts a l'estranger, un guàrdia civil (Anthony Quinn), no l'ha oblidat i el persegueix fins a les últimes i fatals conseqüències.
L'estrena a Espanya d'aquesta pel·lícula va ser prohibida durant el franquisme. A més a més, a partir d'aquest film, el llavors "Ministro de Información y Turismo" Fraga Iribarne va prohibir que Columbia Pictures distribuís les seves pel·lícules a Espanya, fins i tot, per poder filmar la pel·lícula, es va haver de traslladar el lloc de l'acció al sud de França, quan de fet és del domini públic que a Sabater el va matar un membre del sometent prop de Sant Celoni. Aquests fets es van fer públics al documental de TV3 "Hollywood contra Franco".

## Trama
Període de la Guerra Civil espanyola; Manuel Artíguez va en una columna de refugiats republicans espanyols que travessa la frontera amb França després de la derrota infligida per les tropes franquistes. Pretén tornar al front, però els seus amics l'aturen i el convencen amb la frase: "Manuel, la guerra està perduda!".
Vint anys més tard. La història retorna amb un noi (Paco) que li pregunta a un altre home, Pedro, perquè Artíguez ha deixat de realitzar les seves incursions guerrilleres a Espanya, contra el franquisme. Pedro envia a Paco a Pau per veure's amb Artíguez. Quan el troba aquest li explica els seus desitjos de matar el guàrdia civil Viñolas que havia assassinat al seu pare quan no li va voler confessar on s'amagava el seu fill: "el maqui Artíguez".
Mentrestant, Viñolas s'assabenta que la mare d'Artíguez s'està morint i prepara un parany a l'hospital de Sant-Martí per capturar Artíguez, pensant que ell la vindrà a veure. Però la mare d'Artíguez mor, just abans de demanar-li a un sacerdot, el Pare Francesc, que adverteixi al seu fill que no vagi a visitar-la, que perilla la seva vida. Viñolas envia de tot modos un fals informador, (un antic vell d'Artíguez, en Carlos), amb informació falsa: li diu que no és morta però sí que està molt malalta i reclama veure el seu fill. Quan el sacerdot arriba a Pau, on Artíguez s'havia refugiat, ell no hi és. El sacerdot informa Paco sobre la mort de la mare d'Artíguez. Paco al principi no li comunica el fet a Artíguez, però quan més tard, reconeix a Carlos a la casa d'Artíguez com un infiltrat de Viñolas, li explica a Artíguez el que li ha dit el sacerdot. En un intent d'aclarir l'embolic, Artíguez porta a Paco i a Carlos a Lorda per trobar-se amb el sacerdot, però ja no hi és. Deixen que Carlos se'n vagi. No obstant això, en el camí de retorn troben al sacerdot i retornen tots tres cap a la casa d'Artíguez. Quan Carlos torna per recollir la seva motxilla, detecta que li han posat un parany, i s'escapa. Després d'una intensa discussió, Artíguez decideix anar a Sant-Martí de totes maneres per matar Viñolas. Un cop a la població, Artíguez descobreix un franctirador franquista apostat al terrat de l'hospital, l'ataca i el mata. Un cop dins de l'hospital, aconsegueix matar alguns policies, però finalment, és cosit a trets al vestíbul de l'hospital i acaba dipositat al costat de la seva mare al dipòsit. La major part de l'acció es va poder filmar en llocs reals del sud de França, però el final a l'hospital, va haver de ser a un Sant-Martí imaginari (situat a Catalunya) encara que filmat a França com s'explica al documental de TV3.

## Repartiment
- Gregory Peck com Manuel Artíguez, maqui català
- Anthony Quinn com Viñolas, guàrdia civil
- Omar Sharif com el Pare Francisco, sacerdot
- Raymond Pellegrin com Carlos, amic d'Artíguez, també qui el va trair
- Paolo Stoppa com Pedro, amic d'Artíguez
- Mildred Dunnock com Pilar Artíguez, mare d'en Manuel Artíguez